# جون ري (مؤلف)
جون ري (بالإنجليزية: John Rae)‏ (20 مارس 1931 - 16 ديسمبر 2006)؛ روائي بريطاني.